# Пчолинне
Пчолинне (словац. Pčoliné) — село в Словаччині, Снинському окрузі Пряшівського краю.

## Географія
Розташоване в північно-східній частині Словаччини, недалеко м. Снини. Протікає річка Хотинка.

## Історія
Давнє лемківське село. Вперше згадується у 1557 році.

## Сучасність
В селі є греко-католицька церква з 1903 р.
В селі знаходиться мінеральне джерело Квасна вода (словац. Kvasna voda), бібліотека, футбольне поле, крамниця.

## Відомі люди
Уродженцем Пчолинного є Латта Василь Петрович, український і словацький лінгвіст й педагог, кандидат філологічних наук, автор досліджень з української діалектології.

## Населення
| Рік:            | 1993 | 2003     | 2013    | 2023    |
| --------------- | ---- | -------- | ------- | ------- |
| Кількість осіб: | 681  | 598      | 579     | 540     |
| Різниця:        |      | -12,18 % | -3,17 % | -6,73 % |

| Рік:            | 2022 | 2023    |
| --------------- | ---- | ------- |
| Кількість осіб: | 549  | 540     |
| Різниця:        |      | -1,63 % |

В селі проживає 582 особи.
Національний склад населення (за даними останнього перепису населення — 2001 року):
- словаки — 65,22 %
- русини — 26,89 %
- українці — 6,76 %

Склад населення за приналежністю до релігії станом на 2001 рік:
- греко-католики — 78,74 %,
- римо-католики — 9,66 %,
- православні — 6,60 %,
- не вважають себе віруючими або не належать до жодної вищезгаданої церкви — 4,35 %

Станом на 2023 рік в селі проживало 549 осіб.